# ابدأ بكسر كل القواعد
ابدأ بكسر كل القواعد، بعنوان «ما يفعله أعظم المديرين في العالم بشكل مختلف» (1999)، هو كتاب من تأليف ماركوس باكنجهام وكيرت كوفمان، قدّما فيه حلولًا لتحسين رضا الموظفين بمساعدة أمثلة عن كيفية تعامل أفضل المديرين مع الموظفين. ظهر الكتاب في قائمة أفضل الكتب مبيعًا في نيويورك تايمز على مدى 93 أسبوعًا. صنفت مجلة تايم الكتاب على أنه أحد «25 كتابًا مؤثرًا في إدارة الأعمال».

## مخطط المحتوى
يناقش باكنغهام وكوفمان مغالطات التفكير الإداري المعياري وكيف يخلق المديرون الجيدون رضا الموظفين ويحافظون عليه. الكتاب هو نتيجة لملاحظات مبنية على 80.000 مقابلة مع المديرين  كما أجرتها منظمة غالوب في الـ 25 سنة الماضية. جوهر المسألة يكمن في كيفية هؤلاء المديرين فضحت القديمة الأساطير حول إدارة وكيف خلق حقائق جديدة على الحصول والحفاظ على الموهوبين في حياتهم منظمة. تتضمن بعض الأفكار الرئيسية للكتاب ما يفعله وما لا يفعله أفضل المديرين: يعاملون كل موظف كفرد؛ لا يحاولون إصلاح نقاط الضعف، لكن بدلاً من ذلك يركزون على نقاط القوة والموهبة؛ ويجدون طرقًا لقياس النتائج وإحصائها ومكافأتها.

## روابط خارجية
- مزيد من المعلومات حول الكتاب في موقع Gallup Management